# Cerocala insana
Cerocala insana is een vlinder uit de familie spinneruilen (Erebidae). De wetenschappelijke naam is voor het eerst geldig gepubliceerd in 1858 door Herrich-Schäffer.
De soort komt voor in tropisch Afrika.